# Jerzy Jan Ossowski

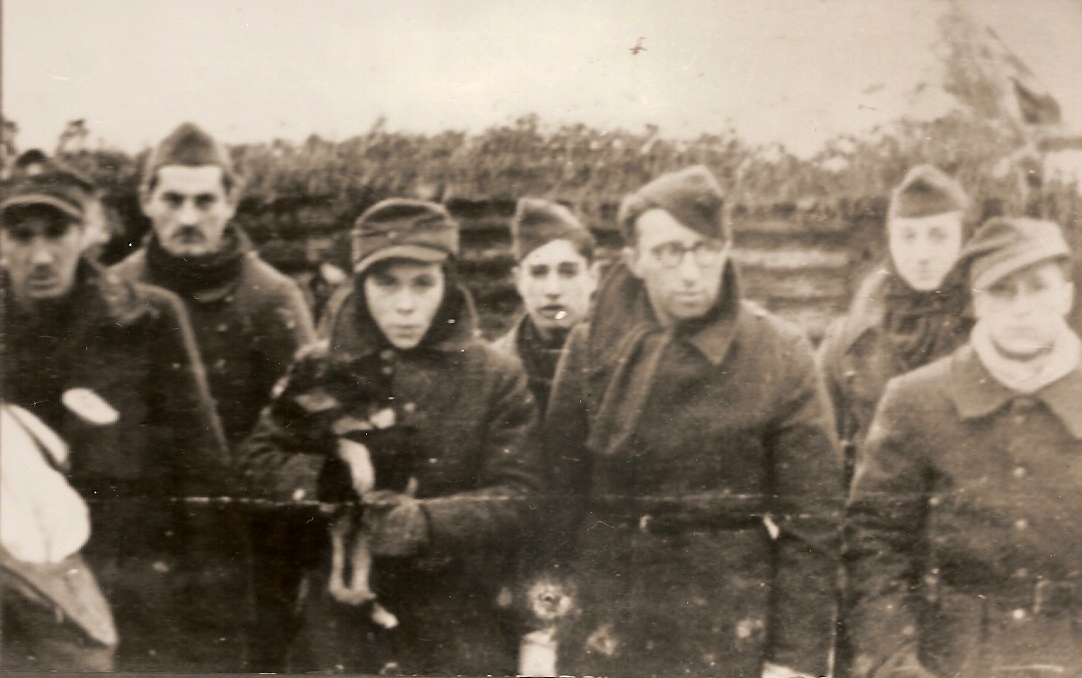
„Osa” i Francuzi

Jerzy Ossowski herbu Dołęga , ps. „Osa” (ur. 20 kwietnia 1922 w Wilejce, zm. 6 sierpnia 2009 w Szczecinie) – polski dowódca wojskowy, żołnierz Armii Krajowej; syn Stanisława i Marii z Klementowiczów.
Był honorowym prezesem Okręgu Światowego Związku Żołnierzy Armii Krajowej w Szczecinie.

## Lata wojny
W okresie okupacji sowieckiej prowadził działalność konspiracyjną w drużynie ZHP „Kresowa Jedynka Żeglarska”, jako przyboczny. W 1941 roku złożył egzamin dojrzałości. Uczestniczył w poszukiwaniu i grzebaniu ofiar mordów dokonanych przez NKWD w Wilejce.
W okresie okupacji niemieckiej od 1941 roku pełnił funkcję drużynowego w 1 plutonie „Leśnika” Komendy Obwodu Wilejskiego. 1 grudnia 1943 roku został wcielony do oddziału partyzanckiego AK dowodzonego przez por. „Górala” („Szczerbca”). Pełnił funkcję drużynowego. Dowodził m.in. grupą partyzantów francuskich – dezerterów z organizacji Todta. Dowodził też drużyną saperów. Będąc w 3 Wileńskiej Brygadzie AK brał udział w walkach o wyzwolenie Wilna. W okresie trwania operacji „Ostra Brama” został awansowany do stopnia plutonowego i wyznaczony na dowódcę 2 plutonu ckm.
18 lipca 1944 roku po aresztowaniu przez Rosjan trafił do obozu w Miednikach, a następnie był wywieziony do obozu Kaługa Seredniaki na terenie ZSRR.

## Okres powojenny
W 1946 roku powrócił do Polski i zamieszkał w Szczecinie. W 1950 roku ukończył studia w Akademii Handlowej (później – część Politechniki Szczecińskiej) i podjął pracę jako rewident w Związku Spółdzielczości Pracy. Od początku lat sześćdziesiątych działał w nieoficjalnie tworzących się środowiskach Żołnierzy AK Okręgu Wileńskiego. Wszedł w skład Komisji Roboczej Konwentu Seniorów Dowódców Okręgu Wilno. Pełnił też funkcję wiceprezesa Klubu Kresowych Żołnierzy AK w Szczecinie, wiceprezesa Zarządu Okręgu Wileńskiego ŚZŻAK w Warszawie. Był współorganizatorem Koła Kresowych Żołnierzy AK przy Zarządzie Okręgu w Szczecinie. W 2000 roku został wybrany prezesem Zarządu Okręgu ŚZŻAK w Szczecinie. Był inicjatorem fundowania tablic epitafijnych Bohaterów Armii Krajowej. Spoczął na szczecińskim cmentarzu Centralnym kwatera 37b.

## Ordery i odznaczenia
Pierwotny wykaz orderów i odznaczeń podano za: Danuta Szyksznian Jak dopalał się ogień biwaku. s. 36
- Krzyż Oficerski Orderu Odrodzenia Polski – 1989
- Krzyż Kawalerski Orderu Odrodzenia Polski – 1981
- Krzyż Walecznych – 1972
- Srebrny Krzyż Zasługi – 1972
- Krzyż Armii Krajowej – 1970
- Medal Wojska – 1968
- Medal srebrny „Za zasługi dla obronności kraju” – 1987
- Odznaka Honorowa Gryfa Pomorskiego